# Edoeard Streltsovstadion
Het Edoeard Streltsovstadion (Russisch: Стадион имени Эдуарда Стрельцова), voorheen Torpedostadion, is een multifunctioneel stadion in Moskou, Rusland. Het wordt voornamelijk gebruikt voor voetbalwedstrijden en is de thuisbasis van Torpedo Moskou. 
Het stadion werd gebouwd in 1959. Het had zeer bescheiden voorzieningen en werd gebruikt als een oefenterrein voor Torpedo Moskou. In 1979 werd het stadion volledig gereviseerd. De capaciteit werd uitgebreid tot 16.000 en er werd een onder-bodemverwarmingssysteem geïnstalleerd, de eerste in Rusland. Het stadion was de thuisbasis van Torpedo Moskou van 1978 tot 1997. Van 1997 tot 2008 speelde FK Moskou hier zijn thuiswedstrijden.
Op dit moment is de capaciteit het stadion 13.450. Sinds 2010 speelt Torpedo Moskou weer in dit stadion.
Het stadion werd in 1996 vernoemd naar Edoeard Streltsov, een beroemde Sovjet-voetballer die speelde voor Torpedo Moskou.